# Licia
Licia (în greacă Λυκία, în latină Licia) este o regiune istorică din Asia Mică, situată pe coasta meridională a Anatoliei. În prezent, Licia  făce parte din provincia Antalia, Turcia.